# Hilara albiventris
Hilara albiventris is een vliegensoort uit de familie van de dansvliegen (Empididae). De wetenschappelijke naam van de soort is voor het eerst geldig gepubliceerd in 1840 door von Roser.